# Piper pubipes
Piper pubipes är en pepparväxtart som beskrevs av C. Dc.. Piper pubipes ingår i släktet Piper och familjen pepparväxter. Inga underarter finns listade i Catalogue of Life.